# モロゾフ
モロゾフ株式会社（英: Morozoff Limited）は、兵庫県神戸市東灘区に本社を置く洋菓子メーカーである。
ドイツ菓子メーカーユーハイムと更にはゴンチャロフ製菓と並び、神戸の菓子ブランドの一つとして有名。白系ロシア人であるフョードル・ドミトリエヴィチ・モロゾフ一家が神戸で経営していたチョコレート店を起源とし、社名はその姓に由来する。

## 概要
神戸市の六甲アイランドに本社を構え、菓子販売店舗を中心に、カフェやレストランを全国に展開している。店舗数は2015年（平成27年）の時点で1102店（併設店を含む）。代表的な商品は、チーズケーキやプリンなど。創業翌年の1932年に「バレンタインデーにチョコレートを贈る」というコンセプトの商品を発売し、モロゾフは日本初のこととしている。
ガラスの器（1973年までは陶器の製品であった）に入ったプリンは高級品として知られ、食べ終わった後の空き瓶がガラスコップの代用品として再利用されることが多い。このことは、「関西人の家庭には必ずモロゾフのプリンの容器がある」としてバラエティ番組『探偵!ナイトスクープ』でも紹介された。また、吉本新喜劇の小籔千豊が、ネタで「そんなに使わないのについつい取って置いてしまう」物の代名詞として、しばしばギャグのネタにしている。当のモロゾフ社自身も、食べた後の容器はリサイクルするか何かの容器に再利用することを紹介している。なお、試験的に一時プラスチック製の容器に変更したこともあったが、売り上げが落ちたため、ガラス製容器に戻したという。
笛吹市の洋酒メーカー「モンデ酒造」の前身に当たる「モロゾフ酒造」とは、無関係である。

## モロゾフ家との関係
ロシア革命を逃れて日本に来て、その後神戸でチョコレート店を経営していた白系ロシア人フョードル・ドミトリエヴィチ・モロゾフ一家は、神戸の材木商である葛野友槌（現モロゾフの初代社長で野坂参三の実兄）から出資を受けて、1931年に神戸モロゾフ製菓を設立した。
経営は順調に推移したが、葛野側が会社の会計帳簿をモロゾフ親子側に一切見せなかったため、モロゾフ家は不審を抱くようになり、最終的に1941年に両者の問題は裁判まで持ち込まれた。
モロゾフ側は日本語が不自由だったため、結果的に裁判で追い出された形となった。モロゾフ一家はモロゾフ洋菓子店から去るだけではなく、「モロゾフ」や類似した商号を使用して菓子販売をすることを禁じられ、同様の事業をすることも禁じられた。モロゾフ家にとって厳しい条件であったが、条件を飲まなければロシアを継いだ共産主義国家であるソビエト連邦へ強制送還すると言われたため、判決をのまざるを得なかった。
ちなみに、モロゾフを離れたモロゾフ家は、フョードルの子のヴァレンティン・フョードロヴィチ・モロゾフが「バレンタイン製菓店」を立ち上げたが、第二次世界大戦終結直前の1945年に、連合国軍による空襲で店が壊滅し、戦後に「コスモポリタン製菓」を再度設立している。
ヴァレンティン・フョードロヴィチ・モロゾフは後に次のように述べている。

## 沿革
- 1931年（昭和6年）8月8日 - 神戸モロゾフ製菓株式会社設立。
- 1936年（昭和11年）8月 - モロゾフ製菓株式会社に商号変更。
- 1972年（昭和47年）8月 - モロゾフ株式会社に商号変更。
- 1974年（昭和49年）9月 - 大阪証券取引所(現在は市場統合)第二部上場。
- 1983年（昭和58年）8月 - 東京証券取引所第二部上場。
- 1984年（昭和59年）7月 - 大阪証券取引所・東京証券取引所第一部指定。
- 2000年（平成12年）12月 - 創業70周年（翌年8月8日）を記念してイメージキャラクター「シンデレラ」を起用。初代シンデレラ（フラン・ワーグマン）はRebecca Bonner。
- 2011年（平成23年） - 3月11日の東日本大震災にて仙台工場（仙台市若林区）が被災。5月末での工場閉鎖と仙台営業所の移転を決定。
- 2013年（平成25年）- 新たな経営理念「Be Prime,Be Sweet.」、企業スローガン「こころつなぐ。笑顔かがやく。」を制定。
- 2016年（平成28年）- Visual Hong Kong Limited（香港）を子会社化。
- 2020年（令和2年） - 経営危機に陥っていた株式会社鎌倉ニュージャーマン（旧社）の事業を譲受する新会社として、株式会社鎌倉ニュージャーマン（新社）を設立[5][6]。

## 株主優待
- 毎年1月31日付及び7月31日付の株主名簿に記載・記録されている1000株以上保有の株主に優待券1冊（10枚綴）を進呈。優待券1枚につき1050円（税込）までの現金購入及び飲食に対して20%割引を実施
- 毎年7月31日現在で、1000株以上を3年以上継続保有の株主に対して、年1回2000円相当の自社商品を進呈

## 不祥事
- 香港法人の日本人社長（総経理）が2019年-2020年香港民主化デモに参加する民主派勢力に対し、「テロリスト」・「ゴキブリ」などと誹謗中傷するツイートを複数回にわたって投稿していたことが発覚し、民主派を中心に不買運動や解雇を求める署名活動が呼びかけられた。当該総経理は解任の上帰国させられ謝罪した[7][8]。